# Золотий кубок КОНКАКАФ 2017
Золотий кубок КОНКАКАФ 2017 (англ. 2017 CONCACAF Gold Cup) — 24-й розіграш чемпіонату КОНКАКАФ (14-й розіграш під найменуванням Золотий кубок КОНКАКАФ), організований КОНКАКАФ, що відбувався з 7 по 26 липня 2017 року.
Турнір проходив у США в 14 містах. Формат турніру залишався старим: 12 учасників були розбиті на три групи по чотири країни. До чвертьфіналів проходять по дві найкращі команди з кожної групи і дві кращих команди, що посіли третє місце.
Переможець турніру збірна США зустрінеться в матчі плей-оф з переможцем турніру Золотого кубка КОНКАКАФ 2019 року за право виступу в Кубку Конфедерацій 2021 року від конфедерації КОНКАКАФ.
Володарем Золотого кубку вшосте стала збірна США, яка у фіналі з рахунком 2:1 обіграла Ямайку.

## Кваліфікація
| Збірна                                                                                        | Кваліфікація              | Кількість участей (+ Чемпіонат КОНКАКАФ) | Найкращий результат                                                           | Рейтинг ФІФА на момент старту турніру |
| Північноамериканська зона                                                                     | Північноамериканська зона | Північноамериканська зона                | Північноамериканська зона                                                     | Північноамериканська зона             |
| --------------------------------------------------------------------------------------------- | ------------------------- | ---------------------------------------- | ----------------------------------------------------------------------------- | ------------------------------------- |
| США                                                                                           | Автоматично               | 14 (16)                                  | Чемпіон (1991, 2002, 2005, 2007, 2013)                                        | 35                                    |
| Мексика (Чинний чемпіон)                                                                      | Автоматично               | 14 (22nd)                                | Чемпіон (1993, 1996, 1998, 2003, 2009, 2011, 2015) Чемпіон (1965, 1971, 1977) | 16                                    |
| Канада                                                                                        | Автоматично               | 13 (16)                                  | Чемпіон (2000) Чемпіон (1985)                                                 | 100                                   |
| Центральноамериканська зона кваліфікувалась через Центральноамериканський кубок 2017          |                           |                                          |                                                                               |                                       |
| Гондурас                                                                                      | Переможець                | 13 (19)                                  | Фіналіст (1991) Champions (1981)                                              | 72                                    |
| Панама                                                                                        | 2 місце                   | 8 (9)                                    | Фіналіст (2005, 2013)                                                         | 52                                    |
| Сальвадор                                                                                     | 3 місце                   | 10 (16)                                  | Чвертьфіналіст (2002, 2003, 2011, 2013) Віце-чемпіон (1963, 1981)             | 103                                   |
| Коста-Рика                                                                                    | 4 місце                   | 13 (19)                                  | Фіналіст (2002) Чемпіон (1963, 1969, 1989)                                    | 26                                    |
| Карибська зона кваліфікувалась через Карибський кубок 2017                                    |                           |                                          |                                                                               |                                       |
| Кюрасао                                                                                       | Переможець                | 1 (5)1                                   | 3 місце (1963, 1969)                                                          | 68                                    |
| Ямайка                                                                                        | 2 місце                   | 10 (12)                                  | Фіналіст (2015)                                                               | 76                                    |
| Французька Гвіана                                                                             | 3 місце                   | 1 (1)                                    | —                                                                             | —2                                    |
| Мартиніка                                                                                     | 4 місце                   | 5 (5)                                    | Чвертьфіналіст (2002)                                                         | —2                                    |
| Плей-оф між командами, що зайняли 5-ті місця на Карибському і Центральноамериканському кубках |                           |                                          |                                                                               |                                       |
| Нікарагуа                                                                                     | Переможець                | 2 (4)                                    | Груповий етап (2009) 6 місце (1967)                                           | 105                                   |

Виділення жирним означає, що команда була господарем турніру.

1. Це перша поява Кюрасао з моменту розпуску збірної Нідерландських Антильських островів, безпосереднім пранаступником якої Кюросао і стало у ФІФА, перебравши її досягнення і результати.

2. Французька Гвіана і Мартиніка не є членами ФІФА, і тому не мають Рейтинг ФІФА.

## Стадіони
Стадіони, що приймають матчі турніру, були оголошені 19 грудня 2016 року. «Леві Стедіум» був оголошений місцем проведення фіналу 1 лютого 2017 року.
| Арлінгтон                                                            | Клівленд | Денвер | Фриско | Глендейл                                                                |
| -------------------------------------------------------------------- | --- | --- | --- | ----------------------------------------------------------------------- |
| AT&T Стедіум                                                         | ФьостЕнерджі Стедіум | Спортс Ауторіті Філд | Тойота Стедіум | Стадіон університету Фінікса                                            |
| 32°44′52″ пн. ш. 97°5′34″ зх. д. / 32.74778° пн. ш. 97.09278° зх. д. | 41°30′22″ пн. ш. 81°41′58″ зх. д. / 41.50611° пн. ш. 81.69944° зх. д. | 39°44′38″ пн. ш. 105°1′12″ зх. д. / 39.74389° пн. ш. 105.02000° зх. д. | 33°9′16″ пн. ш. 96°50′7″ зх. д. / 33.15444° пн. ш. 96.83528° зх. д. | 33°31′39″ пн. ш. 112°15′45″ зх. д. / 33.52750° пн. ш. 112.26250° зх. д. |
| Місткість: 100,000                                                   | Місткість: 67,431 | Місткість: 76,125 | Місткість: 16,000 | Місткість: 63,400                                                       |
|                                                                      | | | |                                                                         |
| Гаррісон                                                             | Пасадена Клівленд Санта-Клара Гаррісон Тампа Денвер Арлінгтон Х'юстон Глендейл Сан-Антоніо Філадельфія Глендейл Сан-Дієго Нашвілл Груповий етап Чвертьфінали Півфінали Фінал | Пасадена Клівленд Санта-Клара Гаррісон Тампа Денвер Арлінгтон Х'юстон Глендейл Сан-Антоніо Філадельфія Глендейл Сан-Дієго Нашвілл Груповий етап Чвертьфінали Півфінали Фінал | Пасадена Клівленд Санта-Клара Гаррісон Тампа Денвер Арлінгтон Х'юстон Глендейл Сан-Антоніо Філадельфія Глендейл Сан-Дієго Нашвілл Груповий етап Чвертьфінали Півфінали Фінал | Х'юстон                                                                 |
| Ред Булл Арена                                                       | Пасадена Клівленд Санта-Клара Гаррісон Тампа Денвер Арлінгтон Х'юстон Глендейл Сан-Антоніо Філадельфія Глендейл Сан-Дієго Нашвілл Груповий етап Чвертьфінали Півфінали Фінал | Пасадена Клівленд Санта-Клара Гаррісон Тампа Денвер Арлінгтон Х'юстон Глендейл Сан-Антоніо Філадельфія Глендейл Сан-Дієго Нашвілл Груповий етап Чвертьфінали Півфінали Фінал | Пасадена Клівленд Санта-Клара Гаррісон Тампа Денвер Арлінгтон Х'юстон Глендейл Сан-Антоніо Філадельфія Глендейл Сан-Дієго Нашвілл Груповий етап Чвертьфінали Півфінали Фінал | Компасс Стедіум                                                         |
| 40°44′12″ пн. ш. 74°9′1″ зх. д. / 40.73667° пн. ш. 74.15028° зх. д.  | Пасадена Клівленд Санта-Клара Гаррісон Тампа Денвер Арлінгтон Х'юстон Глендейл Сан-Антоніо Філадельфія Глендейл Сан-Дієго Нашвілл Груповий етап Чвертьфінали Півфінали Фінал | Пасадена Клівленд Санта-Клара Гаррісон Тампа Денвер Арлінгтон Х'юстон Глендейл Сан-Антоніо Філадельфія Глендейл Сан-Дієго Нашвілл Груповий етап Чвертьфінали Півфінали Фінал | Пасадена Клівленд Санта-Клара Гаррісон Тампа Денвер Арлінгтон Х'юстон Глендейл Сан-Антоніо Філадельфія Глендейл Сан-Дієго Нашвілл Груповий етап Чвертьфінали Півфінали Фінал | 29°45′8″ пн. ш. 95°21′9″ зх. д. / 29.75222° пн. ш. 95.35250° зх. д.     |
| Місткість: 25,000                                                    | Пасадена Клівленд Санта-Клара Гаррісон Тампа Денвер Арлінгтон Х'юстон Глендейл Сан-Антоніо Філадельфія Глендейл Сан-Дієго Нашвілл Груповий етап Чвертьфінали Півфінали Фінал | Пасадена Клівленд Санта-Клара Гаррісон Тампа Денвер Арлінгтон Х'юстон Глендейл Сан-Антоніо Філадельфія Глендейл Сан-Дієго Нашвілл Груповий етап Чвертьфінали Півфінали Фінал | Пасадена Клівленд Санта-Клара Гаррісон Тампа Денвер Арлінгтон Х'юстон Глендейл Сан-Антоніо Філадельфія Глендейл Сан-Дієго Нашвілл Груповий етап Чвертьфінали Півфінали Фінал | Місткість: 22,000                                                       |
|                                                                      | Пасадена Клівленд Санта-Клара Гаррісон Тампа Денвер Арлінгтон Х'юстон Глендейл Сан-Антоніо Філадельфія Глендейл Сан-Дієго Нашвілл Груповий етап Чвертьфінали Півфінали Фінал | Пасадена Клівленд Санта-Клара Гаррісон Тампа Денвер Арлінгтон Х'юстон Глендейл Сан-Антоніо Філадельфія Глендейл Сан-Дієго Нашвілл Груповий етап Чвертьфінали Півфінали Фінал | Пасадена Клівленд Санта-Клара Гаррісон Тампа Денвер Арлінгтон Х'юстон Глендейл Сан-Антоніо Філадельфія Глендейл Сан-Дієго Нашвілл Груповий етап Чвертьфінали Півфінали Фінал |                                                                         |
| Нашвілл                                                              | Пасадена Клівленд Санта-Клара Гаррісон Тампа Денвер Арлінгтон Х'юстон Глендейл Сан-Антоніо Філадельфія Глендейл Сан-Дієго Нашвілл Груповий етап Чвертьфінали Півфінали Фінал | Пасадена Клівленд Санта-Клара Гаррісон Тампа Денвер Арлінгтон Х'юстон Глендейл Сан-Антоніо Філадельфія Глендейл Сан-Дієго Нашвілл Груповий етап Чвертьфінали Півфінали Фінал | Пасадена Клівленд Санта-Клара Гаррісон Тампа Денвер Арлінгтон Х'юстон Глендейл Сан-Антоніо Філадельфія Глендейл Сан-Дієго Нашвілл Груповий етап Чвертьфінали Півфінали Фінал | Пасадена                                                                |
| Ніссан Стедіум                                                       | Пасадена Клівленд Санта-Клара Гаррісон Тампа Денвер Арлінгтон Х'юстон Глендейл Сан-Антоніо Філадельфія Глендейл Сан-Дієго Нашвілл Груповий етап Чвертьфінали Півфінали Фінал | Пасадена Клівленд Санта-Клара Гаррісон Тампа Денвер Арлінгтон Х'юстон Глендейл Сан-Антоніо Філадельфія Глендейл Сан-Дієго Нашвілл Груповий етап Чвертьфінали Півфінали Фінал | Пасадена Клівленд Санта-Клара Гаррісон Тампа Денвер Арлінгтон Х'юстон Глендейл Сан-Антоніо Філадельфія Глендейл Сан-Дієго Нашвілл Груповий етап Чвертьфінали Півфінали Фінал | Роуз Боул                                                               |
| 36°9′59″ пн. ш. 86°46′17″ зх. д. / 36.16639° пн. ш. 86.77139° зх. д. | Пасадена Клівленд Санта-Клара Гаррісон Тампа Денвер Арлінгтон Х'юстон Глендейл Сан-Антоніо Філадельфія Глендейл Сан-Дієго Нашвілл Груповий етап Чвертьфінали Півфінали Фінал | Пасадена Клівленд Санта-Клара Гаррісон Тампа Денвер Арлінгтон Х'юстон Глендейл Сан-Антоніо Філадельфія Глендейл Сан-Дієго Нашвілл Груповий етап Чвертьфінали Півфінали Фінал | Пасадена Клівленд Санта-Клара Гаррісон Тампа Денвер Арлінгтон Х'юстон Глендейл Сан-Антоніо Філадельфія Глендейл Сан-Дієго Нашвілл Груповий етап Чвертьфінали Півфінали Фінал | 34°9′41″ пн. ш. 118°10′3″ зх. д. / 34.16139° пн. ш. 118.16750° зх. д.   |
| Місткість: 69,000                                                    | Пасадена Клівленд Санта-Клара Гаррісон Тампа Денвер Арлінгтон Х'юстон Глендейл Сан-Антоніо Філадельфія Глендейл Сан-Дієго Нашвілл Груповий етап Чвертьфінали Півфінали Фінал | Пасадена Клівленд Санта-Клара Гаррісон Тампа Денвер Арлінгтон Х'юстон Глендейл Сан-Антоніо Філадельфія Глендейл Сан-Дієго Нашвілл Груповий етап Чвертьфінали Півфінали Фінал | Пасадена Клівленд Санта-Клара Гаррісон Тампа Денвер Арлінгтон Х'юстон Глендейл Сан-Антоніо Філадельфія Глендейл Сан-Дієго Нашвілл Груповий етап Чвертьфінали Півфінали Фінал | Місткість: 90,000                                                       |
|                                                                      | Пасадена Клівленд Санта-Клара Гаррісон Тампа Денвер Арлінгтон Х'юстон Глендейл Сан-Антоніо Філадельфія Глендейл Сан-Дієго Нашвілл Груповий етап Чвертьфінали Півфінали Фінал | Пасадена Клівленд Санта-Клара Гаррісон Тампа Денвер Арлінгтон Х'юстон Глендейл Сан-Антоніо Філадельфія Глендейл Сан-Дієго Нашвілл Груповий етап Чвертьфінали Півфінали Фінал | Пасадена Клівленд Санта-Клара Гаррісон Тампа Денвер Арлінгтон Х'юстон Глендейл Сан-Антоніо Філадельфія Глендейл Сан-Дієго Нашвілл Груповий етап Чвертьфінали Півфінали Фінал |                                                                         |
| Філадельфія                                                          | Сан-Антоніо | Сан-Дієго | Санта-Клара | Тампа                                                                   |
| Лінкольн Файненшл філд                                               | Аламодом | Куалкомм Стедіум | Леві Стедіум | Реймонд Джеймс Стедіум                                                  |
| 39°54′3″ пн. ш. 75°10′3″ зх. д. / 39.90083° пн. ш. 75.16750° зх. д.  | 29°25′1″ пн. ш. 98°28′44″ зх. д. / 29.41694° пн. ш. 98.47889° зх. д. | 32°46′59″ пн. ш. 117°7′10″ зх. д. / 32.78306° пн. ш. 117.11944° зх. д. | 37°24′11″ пн. ш. 121°58′12″ зх. д. / 37.40306° пн. ш. 121.97000° зх. д. | 27°58′33″ пн. ш. 82°30′12″ зх. д. / 27.97583° пн. ш. 82.50333° зх. д.   |
| Місткість: 69,596                                                    | Місткість: 65,000 | Місткість: 70,561 | Місткість: 68,500 | Місткість: 65,890                                                       |
|                                                                      | | | |                                                                         |

Notes
1. 1 2 3  Стадіон вперше приймає матчі Золотого кубка КОНКАКАФ.

## Жеребкування
Сполучені Штати і Мексика були оголошені як сіяні команди в групи В і С відповідно 19 грудня 2016 року Гондурас, переможець Центральноамериканського кубка 2017 року, були оголошений як сіяна команда в групі А 14 лютого 2017 року.
Групи і розклад матчів було визначена шляхом жеребкування 7 березня 2017 року 10:00 PST (UTC−8), на «Леві Стедіум», Санта-Клара, штат Каліфорнія. На момент жеребкування було відомо лише 11 з 12 кваліфікованих команд, оскільки матчі плей-оф за останню путівку на турнір проведені ще не були.
| Група A | Гондурас |
| Група B | США      |
| Група C | Мексика  |

## Склади
12 національних команд, що беруть участь в турнірі, мали зареєструвати заявку з 23 гравців. Лише гравці з цієї заявки мають право брати участь в турнірі.
Попередній список з 40 гравців мав бути представлений КОНКАКАФ 2 червня 2017 року. Остаточний список з 23 гравців мав бути представлений КОНКАКАФ 27 червня 2017 року. Три гравця у збірній повинні бути воротарі.
Збірні команди, що досягають чвертьфіналу, могли поміняти до шести гравців з заявки із шістьма гравцями з попереднього списку протягом 24 годин після їх останнього матчу групового етапу. Чотири з восьми команди, які подолали груповий етап, використали цю можливість, причому господарі, збірна США, скористалися цим правом у повному обсязі, змінивши відразу шістьох гравців у своїй заявці перед початком стадії плей-оф.

## Арбітри
17 головних арбітрів і 25 асистентів були оголошені 23 червня 2017 року.
| Головні арбітри - Хоель Агілар - Генрі Бехарано - Дрю Фішер - Роберто Гарсія Ороско - Марк Гейгер - Фернандо Герреро - Вальтер Лопес - Хаїр Марруфо - Ядель Мартінес - Мелвін Матаморос - Оскар Монкада - Рікардо Монтеро - Джон Пітті - Сесар Артуро Рамос - Ектор Родрігес - Армандо Вільярреал - Кімбелл Ворд | Асистенти - Френк Андерсон - Джозеф Бертран - Грем Браун - Рональд Бруна - Хосе Луїс Камарго - Кейцель Корралес - Мельвін Крус - Карлос Фернандес - Джовані Гарсія - Мігель Ернандес - Ерменеріто Ліл - Герсон Лопес - Хуан Карлос Мора - Чарльз Морганте - Альберто Морін - Маркос Кінтеро - Крістіан Рамірес - Ейнслі Рочард - Корі Роквелл - Хесус Табора - Марвін Торрентера - Вільям Торрес - Габріель Вікторія - Даніель Вільямсон - Хуан Франсіско Сумба |

## Груповий етап

### Група A
| Поз | Команда           | І | В | Н | П | ГЗ | ГП | РГ | О | Кваліфікація    |
| --- | ----------------- | - | - | - | - | -- | -- | -- | - | --------------- |
| 1   | Коста-Рика        | 3 | 2 | 1 | 0 | 5  | 1  | +4 | 7 | Вихід в плей-оф |
| 2   | Канада            | 3 | 1 | 2 | 0 | 5  | 3  | +2 | 5 | Вихід в плей-оф |
| 3   | Гондурас          | 3 | 1 | 1 | 1 | 3  | 1  | +2 | 4 | Вихід в плей-оф |
| 4   | Французька Гвіана | 3 | 0 | 0 | 3 | 2  | 10 | −8 | 0 |                 |

| 7 липня 2017 19:00 |

| Французька Гвіана   | 2–4              | Канада                                  |
| ------------------- | ---------------- | --------------------------------------- |
| Конту 69' Пріва 71' | Протокол (англ.) | Якович 28' Арфілд 45+2' Дейвіс 60', 85' |

| Ред Булл Арена, Гаррісон Глядачів: 25,817 Арбітр: Джон Пітті (Панама) |

| 7 липня 2017 21:00 |

| Гондурас | 0–1              | Коста-Рика |
| -------- | ---------------- | ---------- |
|          | Протокол (англ.) | Уренья 39' |

| Ред Булл Арена, Гаррісон Глядачів: 25,817 Арбітр: Вальтер Лопес (Гватемала) |

| 11 липня 2017 19:30 (UTC−5) |

| Коста-Рика | 1–1              | Канада     |
| ---------- | ---------------- | ---------- |
| Кальво 42' | Протокол (англ.) | Дейвіс 26' |

| Компасс Стедіум, Х'юстон Глядачів: 12,019 Арбітр: Марк Гейгер (США) |

| 11 липня 2017 22:00 (UTC−5) |

| Гондурас | 3–0 Технічна поразка[а] | Французька Гвіана |
| -------- | ----------------------- | ----------------- |
|          | Протокол (англ.)        |                   |

| Компасс Стедіум, Х'юстон Арбітр: Ядель Мартінес (Куба) |

Примітки: 

а КОНКАКАФ зарахував поразку Французькій Гвіані 3–0 (матч завершився внічию 0–0), через участь в матчі Флорана Малуда, який раніше виступав за Францію і не має права виступати за іншу збірну.

| 14 липня 2017 19:30 (UTC−5) |

| Коста-Рика                                            | 3–0              | Французька Гвіана |
| ----------------------------------------------------- | ---------------- | ----------------- |
| Аріель Родрігес 4' Родні Воллас 79' Давід Рамірес 83' | Протокол (англ.) |                   |

| Тойота Стедіум, Фриско Арбітр: Сесар Артуро Рамос (Мексика) |

| 14 липня 2017 22:00 (UTC−5) |

| Канада | 0–0              | Гондурас |
| ------ | ---------------- | -------- |
|        | Протокол (англ.) |          |

| Тойота Стедіум, Фриско Глядачів: 10,048 Арбітр: Хоель Агілар (Сальвадор) |

### Група B
| Поз | Команда   | І | В | Н | П | ГЗ | ГП | РГ | О | Кваліфікація    |
| --- | --------- | - | - | - | - | -- | -- | -- | - | --------------- |
| 1   | США (H)   | 3 | 2 | 1 | 0 | 7  | 3  | +4 | 7 | Вихід в плей-оф |
| 2   | Панама    | 3 | 2 | 1 | 0 | 6  | 2  | +4 | 7 | Вихід в плей-оф |
| 3   | Мартиніка | 3 | 1 | 0 | 2 | 4  | 6  | −2 | 3 |                 |
| 4   | Нікарагуа | 3 | 0 | 0 | 3 | 1  | 7  | −6 | 0 |                 |

| 8 липня 2017 16:30 (UTC−5) |

| США       | 1–1              | Панама      |
| --------- | ---------------- | ----------- |
| Дваєр 50' | Протокол (англ.) | Камарго 60' |

| Ніссан Стедіум, Нашвілл Глядачів: 47,622 Арбітр: Фернандо Герреро (Мексика) |

| 8 липня 2017 19:00 (UTC−5) |

| Мартиніка                | 2–0              | Нікарагуа |
| ------------------------ | ---------------- | --------- |
| Парсемен 35' Лянжиль 66' | Протокол (англ.) |           |

| Ніссан Стедіум, Нашвілл Глядачів: 5,515 Арбітр: Кімбелл Ворд (Сент-Кіттс і Невіс) |

| 12 липня 2017 18:30 |

| Панама              | 2–1              | Нікарагуа    |
| ------------------- | ---------------- | ------------ |
| Діас 50' Торрес 57' | Протокол (англ.) | Чаваррія 49' |

| Реймонд Джеймс Стедіум, Тампа Арбітр: Дрю Фішер (Канада) |

| 12 липня 2017 20:30 |

| США                          | 3–2              | Мартиніка         |
| ---------------------------- | ---------------- | ----------------- |
| Гонсалес 54' Морріс 64', 76' | Протокол (англ.) | Парсемен 66', 74' |

| Реймонд Джеймс Стедіум, Тампа Глядачів: 23,368 Арбітр: Генрі Бехарано (Коста-Рика) |

| 15 липня 2017 16:30 |

| Панама                             | 3–0              | Мартиніка |
| ---------------------------------- | ---------------- | --------- |
| Мурільйо 44' Арройо 60' Торрес 67' | Протокол (англ.) |           |

| ФьостЕнерджі Стедіум, Клівленд Арбітр: Роберто Гарсія Ороско (Мексика) |

| 15 липня 2017 19:00 |

| Нікарагуа | 0–3              | США                           |
| --------- | ---------------- | ----------------------------- |
|           | Протокол (англ.) | Корона 36' Роу 56' Міазга 88' |

| ФьостЕнерджі Стедіум, Клівленд Арбітр: Мелвін Матаморос (Гондурас) |

### Група C
| Поз | Команда   | І | В | Н | П | ГЗ | ГП | РГ | О | Кваліфікація    |
| --- | --------- | - | - | - | - | -- | -- | -- | - | --------------- |
| 1   | Мексика   | 3 | 2 | 1 | 0 | 5  | 1  | +4 | 7 | Вихід в плей-оф |
| 2   | Ямайка    | 3 | 1 | 2 | 0 | 3  | 1  | +2 | 5 | Вихід в плей-оф |
| 3   | Сальвадор | 3 | 1 | 1 | 1 | 4  | 4  | 0  | 4 | Вихід в плей-оф |
| 4   | Кюрасао   | 3 | 0 | 0 | 3 | 0  | 6  | −6 | 0 |                 |

| 9 липня 2017 19:00 (UTC−7) |

| Кюрасао | 0–2              | Ямайка                  |
| ------- | ---------------- | ----------------------- |
|         | Протокол (англ.) | Вільямс 58' Меттокс 73' |

| Куалкомм Стедіум, Сан-Дієго Арбітр: Армандо Вільярреал (США) |

| 9 липня 2017 21:00 (UTC−7) |

| Мексика                             | 3–1              | Сальвадор   |
| ----------------------------------- | ---------------- | ----------- |
| Марін 8' Е. Ернандес 29' Пінеда 55' | Протокол (англ.) | Бонілья 10' |

| Куалкомм Стедіум, Сан-Дієго Глядачів: 53,133 Арбітр: Оскар Монкада (Гондурас) |

| 13 липня 2017 20:00 (UTC−6) |

| Сальвадор          | 2–0              | Кюрасао |
| ------------------ | ---------------- | ------- |
| Маєн 21' Селая 24' | Протокол (англ.) |         |

| Спортс Ауторіті Філд, Денвер Арбітр: Ектор Родрігес (Гондурас) |

| 13 липня 2017 22:00 (UTC−6) |

| Мексика | 0–0              | Ямайка |
| ------- | ---------------- | ------ |
|         | Протокол (англ.) |        |

| Спортс Ауторіті Філд, Денвер Глядачів: 49,121 Арбітр: Рікардо Монтеро (Коста-Рика) |

| 16 липня 2017 18:00 (UTC−5) |

| Ямайка             | 1–1              | Сальвадор   |
| ------------------ | ---------------- | ----------- |
| Меттокс 64' (пен.) | Протокол (англ.) | Бонілья 15' |

| Аламодом, Сан-Антоніо Арбітр: Хаїр Марруфо (США) |

| 16 липня 2017 20:00 (UTC−5) |

| Кюрасао | 0–2              | Мексика                       |
| ------- | ---------------- | ----------------------------- |
|         | Протокол (англ.) | Сепульведа 22' Альварес 90+1' |

| Аламодом, Сан-Антоніо Глядачів: 44,232 Арбітр: Кімбелл Ворд (Сент-Кіттс і Невіс) |

### Рейтинг третіх місць
Дві найкращі треті команди виходять до чвертьфіналу, де мають зіграти з переможцями груп.
| Поз | Груп | Команда   | І | В | Н | П | ГЗ | ГП | РГ | О | Кваліфікація    |
| --- | ---- | --------- | - | - | - | - | -- | -- | -- | - | --------------- |
| 1   | A    | Гондурас  | 3 | 1 | 1 | 1 | 3  | 1  | +2 | 4 | Вихід в плей-оф |
| 2   | C    | Сальвадор | 3 | 1 | 1 | 1 | 4  | 4  | 0  | 4 | Вихід в плей-оф |
| 3   | B    | Мартиніка | 3 | 1 | 0 | 2 | 4  | 6  | −2 | 3 |                 |

## Плей-оф
У чвертьфіналах і півфіналах якщо основний час матчу закінчується внічию, додатковий час не призначається і переможець матчу відразу визначається в серії пенальті. У фіналі, якщо основний час матчу закінчується внічию, призначається додатковий час, де кожна команда має право зробити четверту заміну. Якщо по його завершенню рахунок все ще рівний, переможець трафею вирішується в серії пенальті.
На відміну від попереднього матч за третє місце не проводиться.
|  | Чвертьфінали           | Чвертьфінали        |                        |   | Півфінали | Півфінали |  |  | Фінал | Фінал |
|  |                        |                     |                        |   |           |           |  |  |       |       |
|  | 19 липня — Філадельфія |                     |                        |   |           |           |  |  |       |       |
|  |                        |                     |                        |   |           |           |  |  |       |       |
|  | Коста-Рика             | 1                   |                        |   |           |           |  |  |       |       |
|  | Коста-Рика             | 1                   | 22 липня — Арлінгтон   |   |           |           |  |  |       |       |
|  | Панама                 | 0                   |                        |   |           |           |  |  |       |       |
|  | Панама                 | 0                   | Коста-Рика             | 0 |           |           |  |  |       |       |
|  | 19 липня — Філадельфія |                     | Коста-Рика             | 0 |           |           |  |  |       |       |
|  |                        | США                 | 2                      |   |           |           |  |  |       |       |
|  | США                    | США                 | 2                      | 2 |           |           |  |  |       |       |
|  | США                    |                     | 26 липня — Санта-Клара | 2 |           |           |  |  |       |       |
|  | Сальвадор              | 0                   |                        |   |           |           |  |  |       |       |
|  | Сальвадор              | 0                   | США                    | 2 |           |           |  |  |       |       |
|  | 20 липня — Глендейл    |                     | США                    | 2 |           |           |  |  |       |       |
|  |                        | Ямайка              | 1                      |   |           |           |  |  |       |       |
|  | Ямайка                 | Ямайка              | 1                      | 2 |           |           |  |  |       |       |
|  | Ямайка                 | 23 липня — Пасадена |                        | 2 |           |           |  |  |       |       |
|  | Канада                 | 1                   |                        |   |           |           |  |  |       |       |
|  | Канада                 | 1                   | Мексика                | 0 |           |           |  |  |       |       |
|  | 20 липня — Глендейл    |                     | Мексика                | 0 |           |           |  |  |       |       |
|  |                        | Ямайка              | 1                      |   |           |           |  |  |       |       |
|  | Мексика                | Ямайка              | 1                      | 1 |           |           |  |  |       |       |
|  | Мексика                |                     |                        | 1 |           |           |  |  |       |       |
|  | Гондурас               | 0                   |                        |   |           |           |  |  |       |       |
|  | Гондурас               | 0                   |                        |   |           |           |  |  |       |       |

### Чвертьфінали
| 19 липня 2017 18:00 |

| Коста-Рика     | 1–0              | Панама |
| -------------- | ---------------- | ------ |
| Годой 77' (аг) | Протокол (англ.) |        |

| Лінкольн Файненшл філд, Філадельфія Арбітр: Оскар Монкада (Гондурас) |

| 19 липня 2017 21:00 |

| США                      | 2–0              | Сальвадор |
| ------------------------ | ---------------- | --------- |
| Гонсалес 41' Ліхай 45+2' | Протокол (англ.) |           |

| Лінкольн Файненшл філд, Філадельфія Глядачів: 31,615 Арбітр: Дрю Фішер (Канада) |

| 20 липня 2017 19:30 (UTC−7) |

| Ямайка                 | 2–1              | Канада      |
| ---------------------- | ---------------- | ----------- |
| Френсіс 6' Вільямс 50' | Протокол (англ.) | Гойлетт 61' |

| Стадіон університету Фінікса, Глендейл Арбітр: Рікардо Монтеро (Коста-Рика) |

| 20 липня 2017 22:30 (UTC−7) |

| Мексика    | 1–0              | Гондурас |
| ---------- | ---------------- | -------- |
| Пісарро 4' | Протокол (англ.) |          |

| Стадіон університету Фінікса, Глендейл Арбітр: Вальтер Лопес (Гватемала) |

### Півфінали
| 22 липня 2017 22:00 (UTC−5) |

| Коста-Рика | 0–2              | США                    |
| ---------- | ---------------- | ---------------------- |
|            | Протокол (англ.) | Алтідор 72' Демпсі 82' |

| AT&T Стедіум, Арлінгтон Арбітр: Хоель Агілар (Сальвадор) |

| 23 липня 2017 21:00 (UTC−7) |

| Мексика | 0–1              | Ямайка      |
| ------- | ---------------- | ----------- |
|         | Протокол (англ.) | Лоуренс 88' |

| Роуз Боул, Пасадена Глядачів: 42,393 Арбітр: Джон Пітті (Панама) |

### Фінал
| 26 липня 2017 21:30 21:30 EDT (UTC−4) |

| США                    | 2–1              | Ямайка     |
| ---------------------- | ---------------- | ---------- |
| Алтідор 45' Морріс 88' | Протокол (англ.) | Вотсон 50' |

| «Леві Стедіум», Санта-Клара Глядачів: 63,032 Арбітр: Вальтер Лопес (Гватемала) |

## Бомбардири
3 голи
- Альфонсо Дейвіс
- Кевін Парсемен
- Джордан Морріс

2 голи
- Нельсон Бонілья
- Даррен Меттокс
- Ромаріо Вільямс
- Габрієль Торрес
- Омар Гонсалес
- Джозі Алтідор

1 гол
- Скотт Арфілд
- Джуніор Гойлетт
- Деян Якович
- Франсіско Кальво
- Давід Рамірес
- Аріель Франсіско Родрігес
- Марко Уренья
- Родні Воллас
- Херсон Маєн
- Родольфо Селая
- Руа Конту
- Слоан Пріва
- Шон Френсіс
- Кемар Лоуренс
- Джи-Вон Вотсон
- Стівен Лянжиль
- Едсон Альварес
- Еліас Ернандес
- Едгардо Марін
- Орбелін Пінеда
- Родольфо Пісарро
- Анхель Сепульведа
- Карлос Чаваррія
- Абдієль Арройо
- Мігель Камарго
- Ісмаель Діас
- Мікаель Мурільйо
- Джо Корона
- Клінт Демпсі
- Дом Дваєр
- Ерік Ліхай
- Метт Міазга
- Келін Роу

1 автогол
- Анібаль Годой (в ворота Коста-Рики)

## Нагороди
| Золотий кубок КОНКАКАФ 2017 |
| --------------------------- |
| США 6-й титул               |

| Найкращий бомбардир: | Найцінніший гравець: | Найкращий голкіпер: | Найцінніший молодий гравець: | Нагорода Fair Play: |
| -------------------- | -------------------- | ------------------- | ---------------------------- | ------------------- |
| Альфонсо Дейвіс      | Майкл Бредлі         | Андре Блейк         | Альфонсо Дейвіс              | США                 |

Символічна збірна

| Воротар       | Захисники                                                     | Півзахисники                                                        | Нападники                        |
| ------------- | ------------------------------------------------------------- | ------------------------------------------------------------------- | -------------------------------- |
| - Андре Блейк | - Грем Зусі - Кемар Лоуренс - Джермейн Тейлор - Омар Гонсалес | - Майкл Бредлі - Хесус Дуеньяс - Дарлінгтон Нагбе - Альфонсо Дейвіс | - Джордан Морріс - Джозі Алтідор |

## Спонсори
- Allstate
- Cerveza Modelo de México
- Nike, Inc.
- Post Consumer Holdings
- Scotiabank
- Sprint Corporation

## Музика
«Don't Let This Feeling Fade» американської скрипальки Ліндсі Стерлінг разом з Ріверсом Куомо з гурту Weezer і репером Lecrae стала головною піснею турніру.
«Levántate» пуерториканської співачки Гале стало офіційною іспаномовною піснею турніру
«Thunder» американського рок-гурту Imagine Dragons став офіційним гімном турніру.

## Телеправа
| Територія       | Канал                                                          | Примітка |
| --------------- | -------------------------------------------------------------- | -------- |
| Канада          | TSN (англійською) RDS (французькою)                            | [ 19 ]   |
| MENA            | beIN Sports (MENA)                                             |          |
| Туреччина       | Tivibu Spor                                                    |          |
| Мексика         | Televisa, Sky México, TV Azteca та RSN Channel                 |          |
| США             | Fox Sports (англійською) Univision та RSN Channel (іспанською) |          |
| Бразилія        | SporTV                                                         |          |
| ПАР             | SuperSport                                                     |          |
| Хорватія        | SportKlub                                                      | [ 20 ]   |
| Франція         | beIN Sports                                                    |          |
| Нідерланди      | Fox Sports                                                     |          |
| Австралія       | beIN Sports                                                    |          |
| Португалія      | Sport TV                                                       |          |
| Іспанія         | beIN Sports GOL                                                |          |
| Албанія         | SuperSport                                                     |          |
| Велика Британія | BT Sport                                                       |          |